# Tatenokai
El Tatenokai (楯の会?  lit. «Sociedad del Escudo») fue una milicia paramilitar privada de extrema derecha creada en Japón con el fin de defender los valores tradicionales japoneses y devolverle la importancia al Emperador. Fue fundado en 1968 y estuvo liderado por el célebre autor Yukio Mishima.A día de hoy son recordados en la historiografía contemporánea como uno de los más peligrosos uyoku dantai de todo Japón, debido a su acción directa.

## Historia

### Fundación y crecimiento
El Tatenokai fue creado el 5 de octubre de 1968 y desde sus inicios se reclutó principalmente miembros del Ronsō Journal (論争ジャーナル?  lit. «Diario Polémico»), un periódico universitario con tendencias de ultraderecha, conservadoras y nacionalistas. El novelista y dramaturgo fundador Yukio Mishima buscaba proteger así los valores legítimos de Japón, perdidos según su visión debido al Artículo 9 de la Constitución de Japón, aprobado tras la culminación de la Segunda Guerra Mundial y el cual establecía que la nación japonesa renunciaba para siempre al empleo de la guerra como medio de resolución de conflictos internacionales y declaraba que nunca volvería a mantener fuerzas terrestres, marítimas o aéreas ni ningún otro potencial militar.
Debido a situaciones excepcionales, esta peculiar milicia obtuvo el derecho de entrenarse con las Fuerzas de Autodefensa de Japón, y en ellas los miembros aprendieron a organizar estrategias de combate y el estilo de lucha contrainsurgente. Para el año 1970, el Tatenokai contaba con un aproximado de 300 milicianos.

### Intento de golpe de Estado

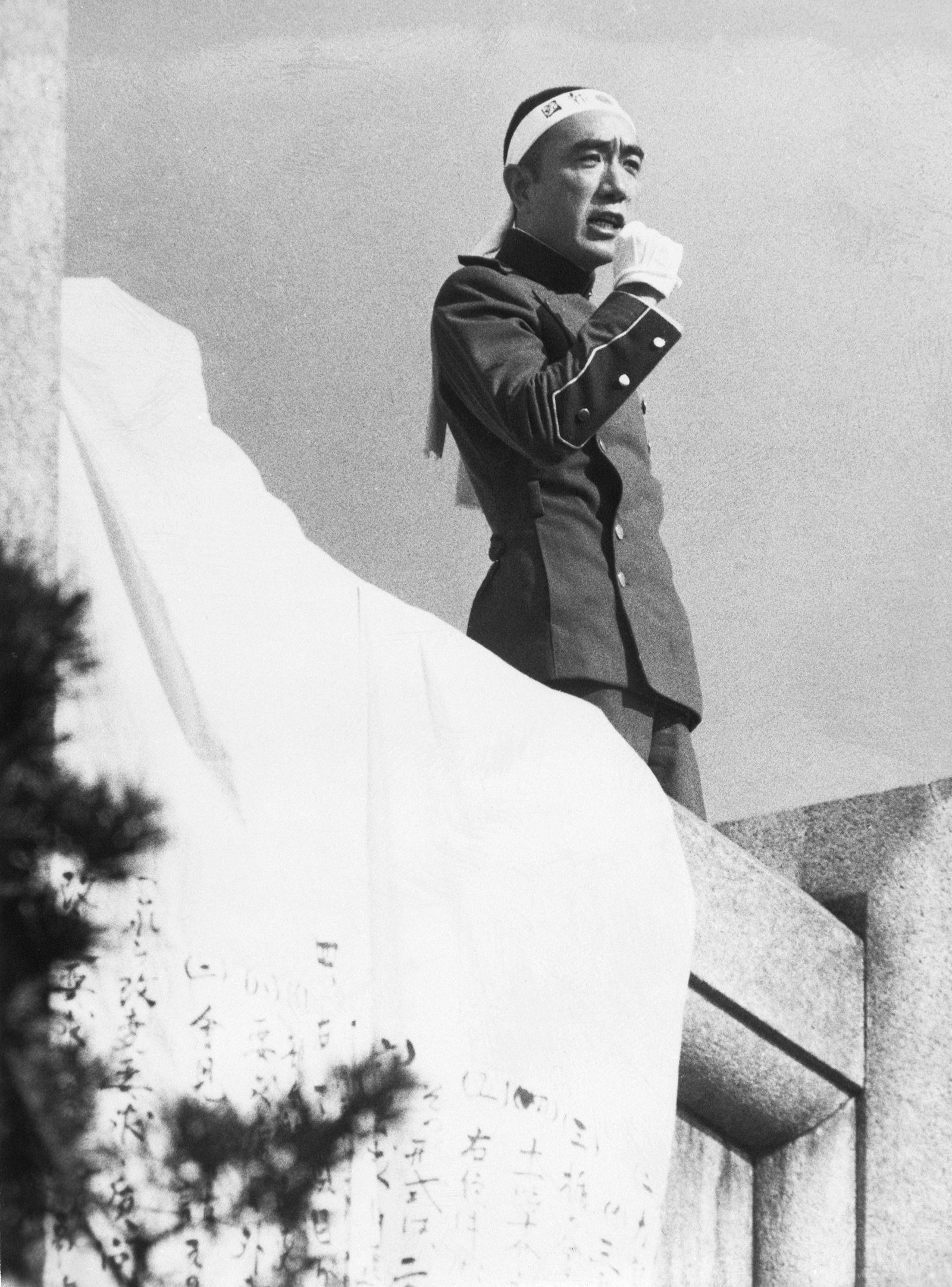
Momento en el que Mishima se dirigió a los soldados durante el intento de golpe de Estado en 1970. Pocos instantes después cometería seppuku al fracasar la intentona.

El 25 de noviembre de 1970 Mishima, junto a cuatro miembros de su milicia, tomaron como rehén al comandante del cuartel de las Fuerzas de Autodefensa que se encontraba en Ichigaya, Tokio, amordazándolo a una silla en su despacho. Inmediatamente, Mishima salió al balcón con el objetivo de dirigirse a todos los soldados reunidos en las afueras del cuartel, y con diferentes pancartas intentó persuadirlos de «renovar el país» dando un golpe de Estado y «devolver al Emperador a su legítimo lugar». Sin embargo, sus palabras no tuvieron buena aceptación entre los militares japoneses.

### Suicidio ritual de Mishima
Debido a su acto fallido en intentar convencer a los soldados, Mishima regresó a la oficina del comandante y llevó a cabo un suicidio ritual, conocido como harakiri o seppuku. Entre los cuatro miembros que lo acompañaban se encontraba su amigo personal Masakatsu Morita, quien también optó por dar fin a su vida en ese momento. En ambos casos, el encargado de asistir en el proceso del seppuku fue otro de los golpistas, Hiroyasu Koga, quien ofició como Kaishakunin ocupándose de la decapitación final tanto de Mishima como de Morita.

### Disolución del grupo
Mishima había estado tramando el golpe junto a sus cuatro compañeros desde la fundación de la milicia, sin embargo, el resto de los miembros que fueron sumándose no tenían conocimiento alguno sobre la conjura. El Tatenokai terminó por disolverse el 28 de febrero de 1971, tres meses después del fallido intento de golpe de Estado.
Los tres individuos restantes que formaron parte de la toma del comandante como rehén (Hiroyasu Koga, Masayoshi Koga y Masahiro Ogawa) fueron juzgados el 24 de marzo de 1971 acusados por lesión corporal, violencia, posesión ilegal de armas de fuego y espadas, y por asistir a un suicidio. Fueron condenados y sentenciados a cuatro años de trabajos forzados, pero fueron liberados unos meses después por buena conducta. Mishima se había asegurado de dejar dinero para la defensa en el juicio que, muy probablemente, iban a enfrentar sus compañeros que no murieron.